# Rallye Nový Zéland 1998
Rallye Nový Zéland 1998 byla devátou soutěží Mistrovství světa v rallye 1998. Zvítězil zde Carlos Sainz s vozem Toyota Corolla WRC. Soutěž měla 24 rychlostních zkoušek o délce 401 km. Startovalo 153 posádek a 36 jich dojelo do cíle.

## Průběh soutěže
V úvodu o vedení bojovali Colin McRae a Sainz. Díky tomu se do vedení posunul Didier Auriol s další Corollou. Bruno Thiry havaroval a ze soutěže odtoupil. V druhé etapě vydatně pršelo, díky čemuž se Richard Burns posunul na třetí pozici. McRae havaroval stejně, jako Tommi Mäkinen a oba nabrali časovou ztrátu. Po poruše motoru odstoupil Marcus Grönholm. Ve třetí etapě udělal Auriol jezdeckou chybu a do vedení se posunul Sainz. Burns havaroval a zdemoloval svůj vůz, přesto mohl pokračovat. McRae měl defekt a na třetí pozici se tak posunul Mäkinen.

## Výsledky
1. Carlos Sainz, Luis Moya - Toyota Corolla WRC
2. Didier Auriol, Denis Giraudet - Toyota Corolla WRC
3. Tommi Mäkinen, Risto Mannisenmäki - Mitsubishi Lancer EVO V
4. Juha Kankkunen, Juha Repo - Ford Escort WRC
5. Colin McRae, Nicky Grist - Subaru Impreza WRC
6. Piero Liatti, Fabrizia Pons - Subaru Impreza WRC
7. Thomas Radström, Lars Bäckman - Toyota Corolla WRC
8. Yoshihiro Kataoka, Satoshi Hayashi - Mitsubishi Lancer EVO III
9. Richard Burns, Robert Reid - Mitsubishi Carisma GT EVO 5
10. Yoshio Fujimoto, Tony Sircombe - Toyota Corolla WRC